# Millevaches
Millevaches település Franciaországban, Corrèze megyében. Lakosainak száma 77 fő (2022. január 1.). Millevaches Chavanac, Peyrelevade, Saint-Merd-les-Oussines, Saint-Setiers, Saint-Sulpice-les-Bois és Sornac községekkel határos.

## Népesség
A település népességének változása:
| Lakosok száma | 113  | 79   | 76   | 89   | 84   | 85   | 81   | 76   | 73   | 77   |
|               | 1968 | 1982 | 1990 | 2006 | 2013 | 2015 | 2017 | 2019 | 2020 | 2022 |